# 어윈 쇼

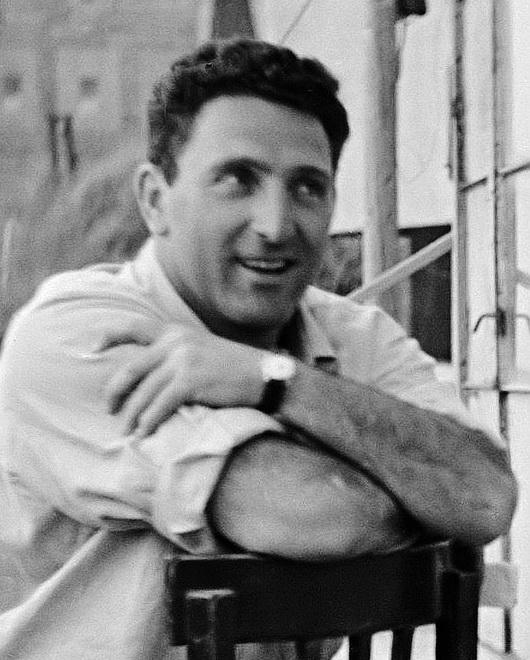

어윈 쇼(Irwin Shaw, 1913년 2월 27일 – 1984 년 5월 16일)은 미국 극작가, 시나리오 작가, 소설가, 그리고 그 기록 된 작품 14 개 이상 백만개의 사본을 판매 한 짧은 이야기의 저자이었다. 그는 그의 두 소설로 가장 잘 알려져 있다. 제2차 세계 대전 중 세 병사의 운명에 관한 《젊은 사자들》 (1948)는 말론 브란도와 몽고메리 클리프트 주연 동명의 영화로 제작되었다. 제2차 세계 대전 이후 수십 년 동안 두 형제와 자매의 운명에 관한 것으로, 《부유한 자, 가난한 자》 (1970)이 있다. 1976년 피터 스트라우스, 닉 놀티, 수전 브레이클리 주연 의 인기 미니시리즈로 제작되었다.

## 개인 생활
Shaw는 뉴욕시 사우스 브롱크스에서 러시아 에서 온 유대인 이민자 사이 에서 어윈 길버트 샴포로프(Irwin Gilbert Shamforoff) 로 태어났다. 그의 부모는 로즈와 윌이었다. 그의 남동생인 데이비드 쇼(David Shaw)는 저명한 할리우드 프로듀서이자 작가가 되었다. Irwin이 태어난 직후 Shamforoffs는 Brooklyn으로 이사했다. 어윈은 대학에 들어가자마자 성을 바꿨다. 그는 1934년에 브루클린 대학에서 문학 학사 학위를 받고 졸업한 브루클린에서 대부분의 젊은 시절을 보냈다.
1935년 21세의 나이로 시나리오 쓰기를 시작했다. 1939년 그는 무성영화 배우 스니츠 에드워즈의 딸이자 배우이자 제작자인 매리언 에드워즈와 결혼했다. 두 사람은 1967년 이혼했다가 1982년 어윈이 죽기 2년 전에 재혼했다.
제2차 세계 대전 중에 윌리엄 와일러(William Wyler)가 그의 영화 부서에 합류하기 위해 접근했다. 없음으로 인해 자신의 나이와 1-A의 초안 상태에 장교로 임명 될, 쇼는 정규 군대를 입력하기로 결정했다. 나중에 육군은 그의 배경에 주목하여 그를 조지 스티븐스의 영화 부대로 보냈다. 그는 Stevens의 명령에 소속된 4명의 작가 중 한 명으로, 그곳에서 그는 영장류 장교 가 되었다. 전쟁이 끝난 후 그는 작가로서의 경력으로 돌아갔다.
쇼는 전립선암 치료를 받은 후 1984년 5월 16 일 스위스 다보스에서 71세의 나이로 사망했다.

## 직업
1930년대에 Shaw는 Dick Tracy, The Gumps 및 Studio One을 포함한 여러 라디오 쇼의 대본을 작성했다. 그는 자신의 단편 소설 "미국 사상의 주요 흐름"에서 이 시기를 다시 포착했다. 핵 라디오 작가가 집세와 같은 단어 수를 계산하면서 하나하나 대본을 갈고 닦는 이야기이다.
Shaw의 첫 번째 소설인 《젊은 사자들》은 1948년에 출판되었다. 전쟁 중 유럽에서의 경험을 바탕으로 소설은 매우 성공적이었고 1958년 영화 로 각색되었다. Shaw는 자신의 책에 나오는 심각한 문제 중 일부를 부드럽게 다루면서 영화에 만족하지 않았지만 박스 오피스에서는 좋은 성과를 거두었다.
쇼의 두 번째 소설, 매카시즘의 부상을 연대기적으로 기록한 《불안한 대기》는 1951년에 출판되었다. 그는 미연방 활동에 관한 하원 위원회의 청문회에서 나온 존 하워드 로슨과 달튼 트럼보의 의회 모독 혐의를 미국 대법원에 재검토해 달라는 청원서에 서명한 사람 중 한 명이었다. Red Channels 출판물에서 공산주의자라는 비난을 받은 Shaw는 영화 스튜디오 사장에 의해 할리우드 블랙리스트에 올라갔다. 1951년에 그는 미국을 떠나 유럽으로 건너가 25년 동안 주로 파리와 스위스에서 살았다. 그는 나중에 블랙리스트가 자신의 경력을 "눈에 띄게 상처를 입었다"고 주장했다. 1950년대에 그는 Desire Under The Elms(Eugene O'Neill 의 희곡을 기반으로 함 )와 Fire Down Under (카리브의 유람선에 관한)를 포함하여 몇 편의 시나리오를 더 썼다.

## 참고 문헌
1. ↑  Rich Man, Poor Man, Nostagia Central. "A further sequel, Beggar Man, Thief (1978) introduced the Jordache’s previously unmentioned sister, Gretchen."
2. ↑  “Transport Group to Present Revival of Shaw's 'Bury the Dead' Starting 10/31”. Broadwayworld.com. 2013년 12월 11일에 확인함.
3. ↑  “Golden Era Scribe David Shaw Dies”. Emmys. 2007년 8월 20일. 2014년 1월 15일에 확인함.
4. ↑  “Marian Shaw, Theatrical Producer, 80”. 《NYTimes.com》. 1996년 12월 31일.
5. ↑  Miller, Gabriel William Wyler: The Life and Films of Hollywood's Most Celebrated Director University Press of Kentucky, 19 Jul. 2013
6. ↑  Harris, Mark Five Came Back: A Story of Hollywood and the Second World War Canongate Books, 20 Feb. 2014
7. ↑  “The Papers of Irwin Shaw”. 《BROOKLYN COLLEGE ARCHIVES AND SPECIAL COLLECTIONS》. 2015년 10월 22일에 원본 문서에서 보존된 문서. 2013년 12월 11일에 확인함.